# فرانسوا فنسنت راسبيل
فرانسوا فنسنت راسبيل (بالفرنسية: François-Vincent Raspail)‏‏ (25 يناير 1794 - 7 يناير 1878) هو عالم في التاريخ الطبيعي وفيزيائي وفسيولوجي ومحامي وسياسي اشتراكي فرنسي.